# Physegenua eronis
Physegenua eronis är en tvåvingeart som beskrevs av Charles Howard Curran 1942. Physegenua eronis ingår i släktet Physegenua och familjen lövflugor. Inga underarter finns listade i Catalogue of Life.